# Ответственность
Отве́тственность — отношения зависимости человека от чего-то (от иного), воспринимаемого им (ретроспективно или перспективно) в качестве определяющего основания для принятия решений и совершения действий, прямо или косвенно направленных на сохранение иного или содействие ему. Объектом ответственности могут быть другие люди, в том числе будущие поколения, общности, а также животные, окружающая среда, материальные, социальные и духовные ценности и т. д.
Ответственность, обусловленная статусом, осознаётся человеком как призвание, обусловленная соглашением — как обязанность. Она может быть двоякой:
а) накладываемой групповыми, корпоративными, служебными или какими-то иными локальными обязанностями, сближается в таком понимании с подотчётностью.
б) самостоятельно принимаемой личностью в качестве личного и универсализуемого долга.

## Другие определения
- Определённый уровень негативных последствий для субъекта в случае нарушения им установленных требований. По характеру санкций за совершаемые действия выделяют следующие виды ответственности: юридическую, материальную, моральную, политическую и др.;
- Личностная характеристика человека, описывающая его способность обстоятельно анализировать ситуацию, заранее прогнозировать последствия (весь комплекс следствий) своих действий или бездействий в данной ситуации и делать выбор формы своих поступков — с готовностью принять последствия своего выбора как свершившиеся факты;
- Стремление оценить последствия своих выборов и принять их принадлежность к себе;
- Быть готовым принять наказание за совершённую ошибку.

## В истории философии
Идея ответственности развивается в связи с темами свободы (свободы воли, принятия решения, свободы действия), вменения и вины. В классической философии она и затрагивалась только в этом контексте и далеко не всегда была терминологически оформлена. Понимание ответственности зависит от понимания свободы; при детерминистском взгляде на человеческую деятельность возможность ответственности отрицается (напр., в бихевиоризме Б. Скиннера). Свобода — одно из условий ответственности, ответственность — одно из проявлений свободы.
Ответственность, предполагает информированность человека об условиях действий и требований, которые к нему предъявляются: некто N ответствен за действие или событие x, если x совершено намеренно и со знанием возможных последствий. Но и неведение, на что также указывал Аристотель, в отдельных случаях может быть вменено судом в вину человеку, и тогда он будет нести двойное наказание. В соотнесении с ответственностью наказание за нарушение требований не является возмездием (или возмездием только), но санкцией, обеспечивающей установленный баланс прав и обязанностей (Дж. Ролз).
В современных дискуссиях о свободе воли и детерминизме аналитические философы часто обсуждают моральную ответственность в смысле т. н. базовой заслуги. Имеется в виду та примитивная форма ответственности, которая предполагает, что любое действие морального агента можно оценить либо как порицаемое, либо как одобряемое, либо как нейтральное.

## В этике
В этике ответственности мир принимается со всеми его недостатками, и потому приверженец такой этики уделяет особое внимание средствам реализации целей и полностью готов отвечать за те последствия своих действий, которые должен или мог предвидеть.
Как выражение моральности и основа действий ответственность отлична от убеждённости. Выделение «этики убеждения» и «этики ответственности» позволило М. Веберу разграничить два типа поведенческой ориентации. При том, что названные нормативно-поведенческие ориентации не противостоят, но дополняют друг друга, между ними есть принципиальные различия. Этика убеждения — это абсолютная этика беззаветной устремлённости к совершенству; такова любая религиозная этика в её наиболее строгих определениях. Приверженец этой этики озабочен возвышенностью целей — и не берётся отвечать за характер результатов своих усилий. Практический характер, ориентация на объективные результаты обусловливают особенную актуальность этики ответственности в рамках политической или хозяйственной деятельности.

## В праве
В праве объектом ответственности является закон. Ответственность может быть обусловлена:
а) ненамеренно (естественно или случайно) обретённым человеком статусом (напр., ответственность родителей),
б) сознательно принятым им социальном статусом (напр., ответственность должностного лица) или заключёнными соглашениями (напр., ответственность перед контрагентом, ответственность наёмного работника).
Чем обусловлены уголовная, административная и гражданско-правовая ответственность? Последняя имеет место не только в случае договорных отношений, о которых сказано выше.
Также в современной социальной теории и философии права ставится вопрос о «корпоративной ответственности», то есть ответственности за действия, которые в их конкретности были совершены индивидами, но предопределены принадлежностью этих индивидов к институтам, организациям, государству и т. п. На этот счёт существует точка зрения, опирающаяся на концепцию «первой причины» (first causes) и заключающаяся в представлении, что любые действия совершаются людьми, и они лично должны быть ответственны за их последствия. В случае, когда отрицательные последствия имеют действия (проекты) коллективных деятелей (институтов, корпораций, организаций), ответственность за них должны нести конкретные исполнители и руководители. Согласно другой точке зрения, корпоративный деятель ответствен в своих действиях как юридически признанное лицо, то есть как такой субъект и агент, у которого есть намерения, мотивы и интересы, а также оговорённые в уставе, обусловленные заключёнными договорами или взятыми обязательствами цели, права и обязанности.

## Классификация
Ответственность — это способность влиять на ход событий.
По субъекту ответственность делят на индивидуальную и коллективную, граждан и юридических лиц и т. д.
Ответственность в научной литературе в большинстве случаев трактуется лишь как подотчётность (отслеживаемость, accountability) и пунктуальность (обязательность, immutability).
В юридической науке феномен ответственности изучается, главным образом, в плане наказуемости (punishability) [1, с. 12]:12. Такое одностороннее понимание ответственности и её реализации на практике приводит к существенным деформациям в сфере регуляции социальных взаимодействий. 
В зарубежной теории и практике, наряду с отмеченными смыслами, феномен ответственности (responsibility) включает в себя значительно больше значений:
- обязательственность, положенность к ответу (liability),
- отвечаемость, подотчётность (answerability),
- обоснованность (reasonability),
- аккуратность, отчётливость (precision),
- надёжность, гарантоспособность (dependability)

и другие [1, с. 12].
Термин «ответственность» впервые ввёл в научный оборот философ, психолог и педагог XIX века Александр Бэн, трактовавший её в плане «наказуемости» [2, с. 3]. Долгое время проблема ответственности была преимущественно предметом внимания правоведов именно в этом аспекте.
В современной теории права ответственность подразделяется на два вида — позитивную и негативную. Позитивная ответственность возникает из обязанности исполнять положительные, полезные для общества функции и реализуется в регулятивных правоотношениях, в которых обязанная сторона находится в положении подотчётности и подконтрольности, а негативная ответственность — в связи с совершением правонарушения правонарушителем, который подвергается за содеянное соответствующим правовым санкциям, неблагополучным для него [3, с. 232].
Это позволило выделить в правовой ответственности две её стороны: проспективную — за совершаемую или предполагаемую активную, инициативную деятельность в соответствии со статусом (предоставленными правами и юридическими обязанностями) в интересах достижения той или иной цели, результата — и ретроспективную — за правонарушение. 
Заслуживает внимания высказанная правоведами мысль о том, что оба аспекта ответственности требуют комплексного изучения [3, с. 232].
Ответственность — совокупность действий (мер), исполнение которых позволяет личности безопасно достигать желаемого.